# Hans von Talheim

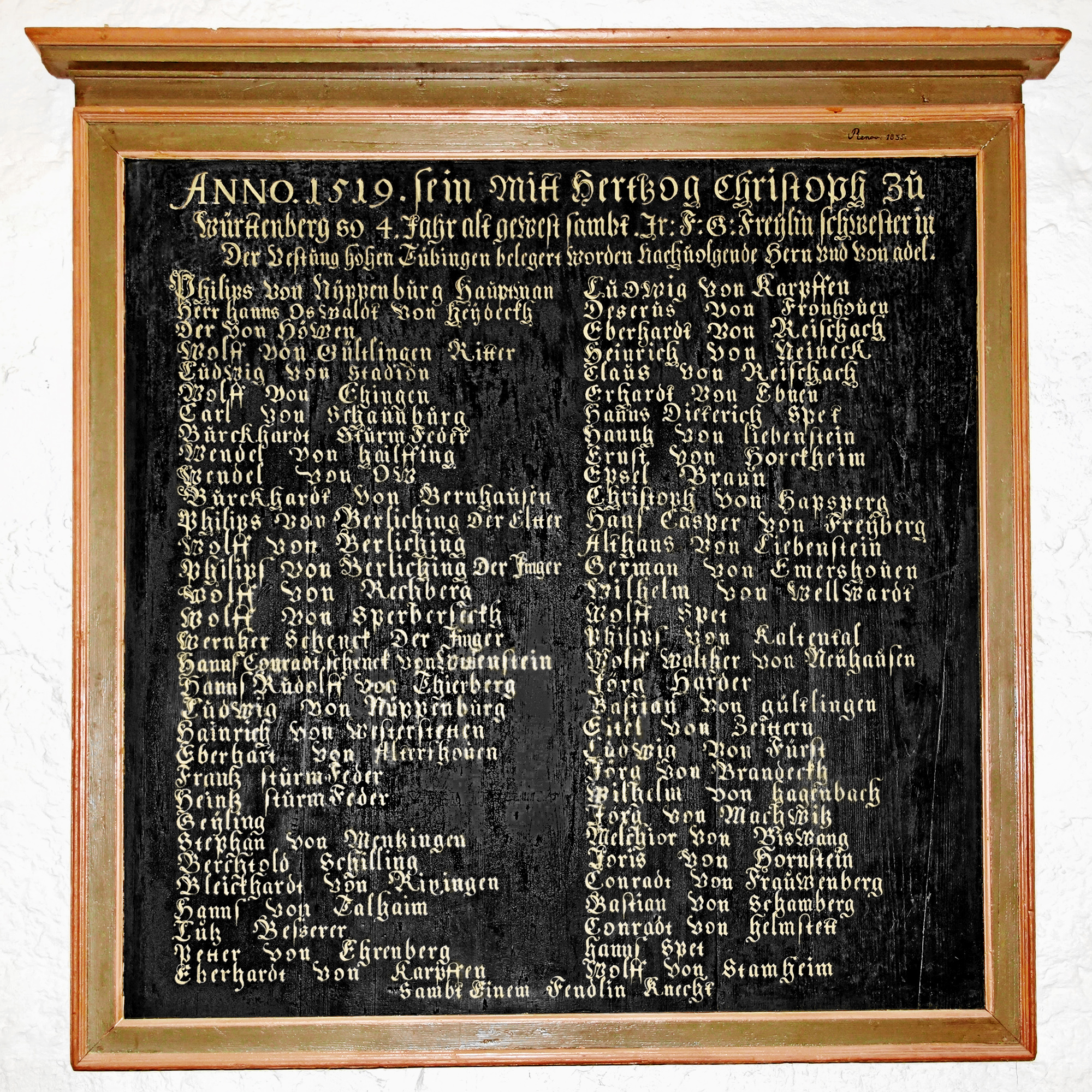
Sogenannte Schandtafel im Tübinger Schloss

Hans von Talheim († 28. Mai 1534) aus dem Geschlecht der Herren von Talheim war ein württembergischer Adliger und Soldat.

## Lehen
Hans von Talheim erhielt am 11. Juni 1456 von Graf Philipp von Katzenelnbogen ein Drittel der Obernburg zu Talheim samt Zubehör als Lehen, das dem alten Bertmold von Talheim gehört hatte und auf 1000 Gulden geschätzt wurde.

## Kapitulation auf dem Tübinger Schloss
Hans von Talheim wurde neben anderen auf der sogenannten Schandtafel in einem Treppenhaus des Schlosses Hohentübingen aufgelistet. Diese Tafel erinnert an einen bürgerkriegsähnlichen Konflikt in Württemberg, den Machtkampf zwischen Herzog Ulrich von Württemberg und dem Schwäbischen Bund. Nachdem der wegen Missregierung und Landfriedensbruch in Reichsacht verfallene Herzog Ulrich im Frühjahr 1519 die freie Reichsstadt Reutlingen überfallen hatte, stellte der Schwäbische Bund mit Unterstützung des Kaisers und des Herzogs von Bayern ein starkes Heer auf, das innerhalb kurzer Zeit einen Großteil Württembergs eroberte.
Herzog Ulrich wurde, nachdem er von seinen Schweizer Söldnern im Stich gelassen worden war, nur noch von etwa 70 Adligen unterstützt, darunter auch Hans von Talheim, Eberhard und Ludwig von Karpfen sowie deren Schwager Hans Rudolf von Tierberg. Diese hatten ihm zwar versprochen, die Kinder Herzog Ulichs auf dem Tübinger Schloss zu verteidigen, aber ergaben sich schon kurz nach Beginn der Belagerung des Schlosses am Ostermontag 1519. Die Adligen erhielten freien Abzug unter Vereinbarung eines einmonatigen Waffenstillstands. Herzog Ulrich beschuldigte sie daraufhin großer Feigheit.
Nachdem Herzog Ulrich von Württemberg 1534 sein Herzogtum zurückerobert hatte und nach Tübingen zurückgekehrt war, war er über die kampflose Aufgabe der Tübinger Festung immer noch so verärgert, dass er die seiner Meinung nach feigen und vertragsbrüchigen Adligen bis in alle Ewigkeit brandmarken wollte. Er ließ die Namen dieser Ritter in goldenen Buchstaben auf eine schwarze „Schandtafel“ schreiben, die daraufhin für jedermann sichtbar im Rittersaal von Schloss Hohentübingen angebracht wurde.

## Zahlungen
Im Jahr 1520 hat er dem Grafen Albrecht von Hohenlohe Kapital von 1.000 fl ausgehändigt.

## Schlacht bei Lauffen

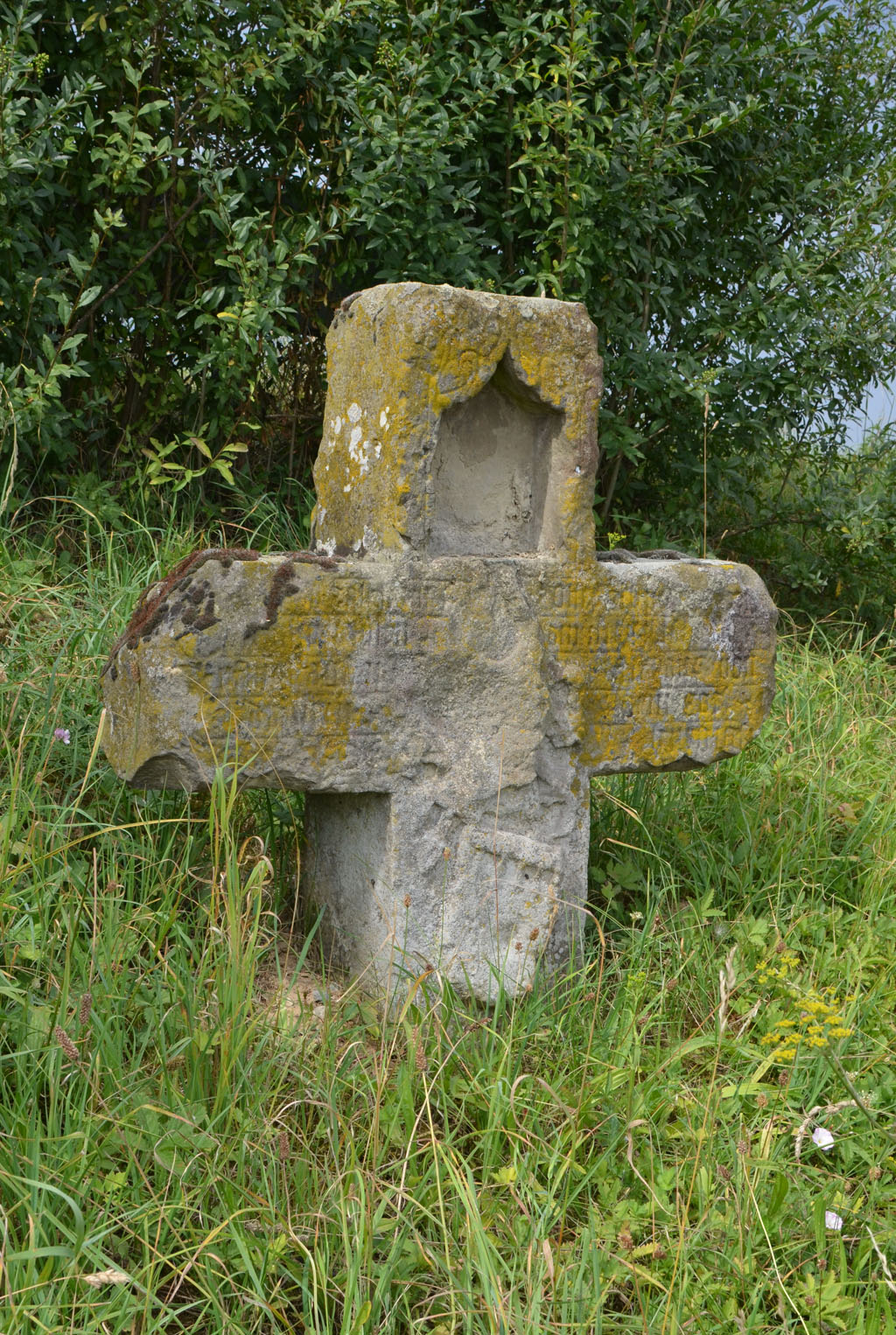
Gedenkkreuz für Hans von Talheim in Lauffen am Neckar

Nachdem er  bei der Verteidigung der Feste Hohentübingen gescheitert war, trat er wohl gemeinsam mit seinem Bruder in die Dienste des Landgrafs von Hessen ein und verhalf so schließlich seinem alten Herrn, Herzog Ulrich, zur Wiedereinnahme Württembergs in der Schlacht bei Lauffen am 13. Mai 1534. Dort muss Hans von Talheim schwer verwundet worden sein und wurde daraufhin nach Lauffen gebracht, wo er 14 Tage später seinen Verletzungen erlag.
Er starb wohl am Donnerstag nach Pfingsten, dem 28. Mai 1534, etwa zwei Wochen nach der Schlacht bei Lauffen. Vermutlich war er ein Bruder des Bernhard von Talheim, der in der Schlacht bei Lauffen das Heer Herzog Ulrichs führte. Ihm zum Gedächtnis hat wohl Bernhard, der 1538 als württembergischer Obervogt in Beilstein genannt wird, an der Stelle der Schlacht ein heute noch erhaltenes steinernes Kreuz errichten lassen (Steinkreuz), auf dem sich folgende Inschrift entziffern lässt:
Da man zait nach... 15... jar uf nechsten Durntag
nach... Pfingsttag starb... Her Hans von
Dalheim... dem Got gnedig sey